# Saison 2 de Torchwood
Chronologie
Saison 1 Saison 3
Cet article présente le guide des épisodes de la deuxième saison de la série télévisée britannique Torchwood.

## Présentation
La saison 2 de Torchwood a été tournée d'avril à novembre 2007 pour une diffusion devant démarrer le 16 janvier 2008.
À la suite d'une demande de l'audimat, les fans les plus jeunes ont eu l'occasion de regarder des rediffusions éditées de sorte à pouvoir être diffusées plus tôt le lendemain. Les cinq premiers épisodes de la saison 2 ont été diffusés sur BBC 2 et BBC HD. Puis de « Reset » à « Fragments », les épisodes ont été diffusés sur BBC Three pour une diffusion le lendemain sur BBC Two et BBC HD. 
Cette saison est bien plus riche en acteurs invités, incluant le retour de Freema Agyeman dans le rôle de Martha Jones (Doctor Who) et James Marsters rôle récurrent des séries Buffy et Angel dans le rôle du Captain John Hart. On doit aussi un passage de l'acteur Neo-Zelandais Alan Dale (Newport Beach, Lost, Ugly Betty) dans le rôle d'Aaron Copley (Reset), de l'acteur anglais Richard Briers (The Good Life, Monarch of the Glen) dans le rôle d'Henry Parker (La Vie après la mort), de l'actrice de théâtre Nikki Amuka-Bird dans le rôle de Beth (Alien mortel), Bryan Dick dans le rôle d'Adam, Nerys Hughes (The Liver Birds) dans le rôle de Brenda Williams (La Mère porteuse), et Ruth Jones (Little Britain, Gavin and Stacey) dans le rôle de Nikki Bevan (Envers et contre tous),.

## Distribution
- John Barrowman (V.F.: Sébastien Hébrant) : Capitaine Jack Harkness, chef de Torchwood 3
- Eve Myles (V.F.: Claire Tefnin) : Gwen Cooper, liaison avec la police
- Burn Gorman (V.F.: Bruno Mullenaerts) : Dr Owen Harper, officier médical ; commandant en second
- Naoko Mori (V.F.: Cathy Boquet) : Toshiko Sato, spécialiste en informatique
- Gareth David-Lloyd (V.F.: Pierre Lognay) : Ianto Jones, chef de la sécurité ; homme à tout faire
- Kai Owen (V.F.: Philippe Allard) : Rhys Williams, petit ami de Gwen

## Épisodes

### Épisode 1:Le Retour de Jack
- Royaume-Uni : 16 janvier 2008 sur BBC Two
- France : 5 septembre 2008 sur NRJ 12
- Québec : 23 février 2009 sur Ztélé[5]

- Royaume-Uni : 4,21 millions de téléspectateurs (première diffusion)

- James Marsters (John Hart)

### Épisode 2:Alien mortel
- Royaume-Uni : 23 janvier 2008 sur BBC Two
- France : 5 septembre 2008 sur NRJ 12
- Québec : sur Ztélé

- Royaume-Uni : 3,78 millions de téléspectateurs (première diffusion)

### Épisode 3:Le Soldat Thomas
- Royaume-Uni : 30 janvier 2008 sur BBC Two
- France : 12 septembre 2008 sur NRJ 12

- Royaume-Uni : 3,51 millions de téléspectateurs (première diffusion)

### Épisode 4:Le Moment de vérité
- Royaume-Uni : 6 février 2008 sur BBC Two
- France : 12 septembre 2008 sur NRJ 12

- Royaume-Uni : 3,28 millions de téléspectateurs (première diffusion)

### Épisode 5:Adam
- Royaume-Uni : 13 février 2008 sur BBC Two
- France : 12 septembre 2008 sur NRJ 12

- Royaume-Uni : 3,79 millions de téléspectateurs (première diffusion)

### Épisode 6:Reset
- Royaume-Uni : 13 février 2008 sur BBC Two
- France : 19 septembre 2008 sur NRJ 12

- Royaume-Uni : 3,22 millions de téléspectateurs (première diffusion)

### Épisode 7:Le Gant de la résurrection
- Royaume-Uni : 20 février 2008 sur BBC Two
- France : 26 septembre 2008 sur NRJ 12

- Royaume-Uni : 3,31 millions de téléspectateurs (première diffusion)

### Épisode 8:La Vie après la mort
- Royaume-Uni : 27 février 2008 sur BBC Two
- France : 26 septembre 2008 sur NRJ 12

- Royaume-Uni : 3,08 millions de téléspectateurs (première diffusion)

### Épisode 9:La Mère porteuse
- Royaume-Uni : 5 mars 2008 sur BBC Two
- France : 3 octobre 2008 sur NRJ 12

- Royaume-Uni : 2,76 millions de téléspectateurs (première diffusion)

### Épisode 10:Le Dernier Souffle
- Royaume-Uni : 12 mars 2008 sur BBC Two
- France : 3 octobre 2008 sur NRJ 12

- Royaume-Uni : 2,9 millions de téléspectateurs (première diffusion)

### Épisode 11:Envers et Contre tous
- Royaume-Uni : 19 mars 2008 sur BBC Two
- France : 11 octobre 2008 sur NRJ 12

- Royaume-Uni : 2,52 millions de téléspectateurs (première diffusion)

### Épisode 12:Fragments
- Royaume-Uni : 21 mars 2008 sur BBC Two
- France : 19 octobre 2008 sur NRJ 12

- Royaume-Uni : 2,97 millions de téléspectateurs (première diffusion)

- James Marsters (capitaine John Hart)

### Épisode 13:La Faille
- Royaume-Uni : 4 avril 2008 sur BBC Two
- France : 19 octobre 2008 sur NRJ 12

- Royaume-Uni : 3,12 millions de téléspectateurs (première diffusion)

- James Marsters (capitaine John Hart)

## Informations sur le coffret DVD
- Le coffret de la saison 2 de Torchwood regroupe les treize épisodes de la saison et inclus quelques making of de Torchwood Declassified contenus sur les DVD anglais de la BBC. Il est sorti en France le 8 avril 2009.

- Titre : Torchwood saison 2
- Éditeur : Koba Films Vidéo
- Saison : 2
- Épisodes : 13
- Région : 2
- Durée : 676 minutes
- Nombre de DVD : 4
- Image : Couleur, Plein écran, Cinémascope, PAL
- Format de l'image : Format 16/9 compatible 4/3, Format cinéma respecté 1.77
- Audio : stéréo
- Langues : Anglais, Français
- Sous-titre : Français
- ASIN : B001PU6U44